# Fenylarseenzuur
Fenylarseenzuur is een zeer toxische organische verbinding met als brutoformule C6H7AsO3. Het is een kleurloze vaste stof, die voorkomt onder diverse vormen. Fenylarseenzuur is een benzeenderivaat van arseenzuur, waarbij de OH-groep is vervangen door een fenylgroep. De stof doet dienst als buffer.

## Synthese
Fenylarseenzuur kan op verschillende manieren worden bereid, maar de meest gangbare manier is een reactie tussen een fenyldiazoniumzout en natriumarseniet, in het bijzijn van een koperkatalysator:
{\displaystyle \mathrm {C_{6}H_{5}N_{2}^{+}\ +\ NaH_{2}AsO_{3}\ \longrightarrow \ C_{6}H_{5}AsO_{3}H_{2}\ +\ Na^{+}\ +\ N_{2}} }

## Toxicologie en veiligheid
De stof ontleedt bij verhitting met vorming van giftige dampen, onder andere arseen. Ze is, door de aanwezigheid van arseen, erg toxisch en kan leiden tot ernstige vergiftiging.